# 休戦の客車

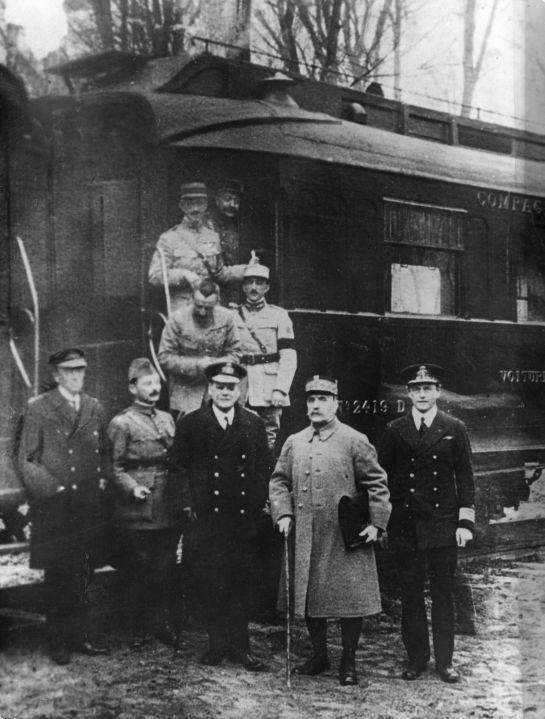
1918年の休戦協定調印直後の写真

休戦の客車 (きゅうせんのきゃくしゃ、フランス語: Wagon de l'Armistice) あるいはアルミスティス号は、第一次世界大戦と第二次世界大戦の二度に渡って休戦協定の調印会場になった客車である。
元は1914年に製造された国際寝台車会社（ワゴン・リ社）の2419号食堂車(2419D)であったが、第一次大戦末期にフランス軍に徴用され、1918年11月11日にコンピエーニュの森におかれた客車内でドイツと連合国の休戦協定が調印された。戦間期には博物館で展示されていたが、1940年にドイツがフランスに侵攻すると、6月22日にコンピエーニュの森の1918年と全く同じ場所に置かれ、独仏休戦協定が車内で調印された。その後客車はドイツに持ち去られ、第二次大戦末期に破壊された。

## 徴用前
1912年11月、ワゴン・リ社はフランス西部のエタ(国有)鉄道線で営業していた食堂車を更新することを決定した。1913年から1914年にかけて、サン＝ドニにあるワゴン・リ社の子会社であるCGC (Compagnie générale de construction) 社の工場で2403号車から2424号車まで22両の食堂車が製造された。2419号車はそのうちの一両である。
エタ鉄道の車両限界は他の路線に比べてやや小さいため、これに対応したサイズで設計されている。車内は厨房のほか、一等旅客用24席と二等旅客用18席のスペースが仕切り壁で隔てられて設けられていた。車体はチーク製で、内装にはニス塗りの木材が用いられていた。こうしたデザインは当時のワゴン・リ社の新車両に典型的なものであった。
2419号車は1914年5月20日に配備され、6月4日からパリとブルターニュ地方のラヴァルやサン＝ブリユーを結ぶ列車での営業を始めた。しかし第一次世界大戦勃発に伴い、8月3日には運行を停止した。1915年にパリ - ル・マン間での営業を再開し、定期点検の後1916年にはパリとル・マン、レンヌ、ボルドーなどの間で運用された。1917年になると再び運休となるが、1918年にはパリとノルマンディー地方の保養地トゥルラヴィルの間で運行された。

## 1918年の休戦協定

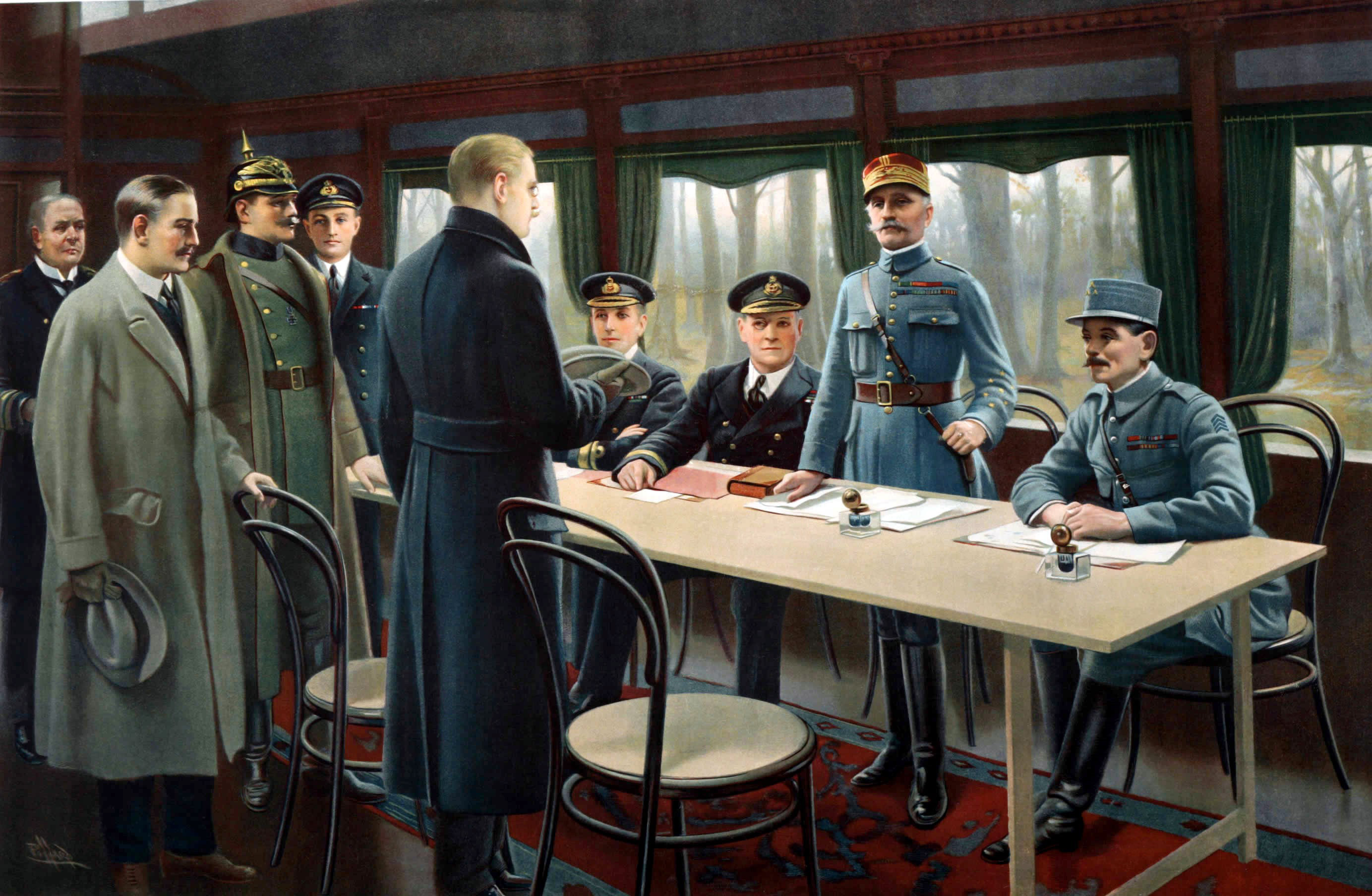
1918年の休戦協定の調印

1918年10月頃の時点で、西部連合国軍総司令官フェルディナン・フォッシュ元帥の司令部用列車は、ワゴン・リ社の2418号食堂車（2419号車と同型）、1888号寝台車、2443号サロン車と2両の荷物車で編成されていた。
10月7日、フランスの軍務省はワゴン・リ社に対し、新たに1両の食堂車改造の会議用車両をフォッシュの司令部に提供するよう要求した。軍務省第4局のロワズルール中佐の書簡では、提供される車両には大小2つの執務室を設けること、厨房の調理用レンジを撤去しタイピスト用の席を作ること、大きい方の執務室には地図を広げられるだけのテーブルを設置すること、照明は電気によることなどが記されている。ワゴン・リ社はこの要求に従ってサン＝ドニ工場で2419号車を改造した。
10月28日の夕方、改造を終えた2419号車はサン＝ドニ工場を出庫した。当初行き先はパリ・リヨン・地中海鉄道の沿線と偽装されていたが、途中で北へ向きを転じ、29日朝にサンリスに到着した。ここでマキシム・ウェイガン大将に引き渡された。フォッシュ司令部の列車は11月7日、コンピエーニュの森の中の、ルトンド駅から分岐する線路の奥のある地点まで移動した。この線路は元は森の中に重砲を配置するためのものである。翌日にはドイツ代表団を乗せた列車が到着した。交渉の後、11月11日5時10分ごろ、2419号車の車内で連合国とドイツの休戦協定が調印された。

## 戦間期

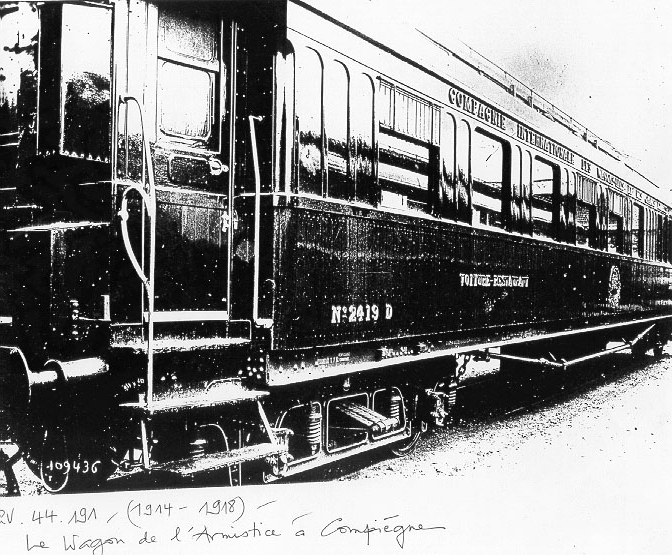
1918年以降に撮影された客車

1918年の12月と1月には、フォッシュが休戦協定の延長交渉のためトリーアを訪れるために2419号車を利用した。また1919年4月にはスパ訪問のためにも利用している。
1919年9月、2419号車は徴用を解かれワゴン・リ社に返還された。ワゴン・リ社では、2419号車をチャリティー事業のためアメリカ合衆国など各国で展示し、収益を赤十字に寄付することを計画していた。一方フランス政府は、車両を軍事博物館での展示のため寄贈することを求めた。ワゴン・リ社はこれを受け入れ、2419号車は10月9日付けで政府に寄贈された。ワゴン・リ社はサン＝ドニ工場で2419号車を休戦協定調印当時の姿に復元する作業を行なった。またワゴン・リ社における2419号車の車籍は1920年1月3日に抹消された。
しかし1920年4月になって、ジョルジュ・クレマンソー首相は2419号車を博物館入りさせる前に、大統領や国賓の旅行用に利用することを提案した。このため2419号車は再び食堂車仕様に改造されることになった。1920年12月8日のアレクサンドル・ミルラン大統領のヴェルダン訪問の後、2419号車は再度1918年当時の姿に復元された。
1921年4月27日の未明、2419号車はワゴン・リ社サン＝ドニ工場からパリ市内のオテル・デ・ザンヴァリッド（アンヴァリッド）内の軍事博物館へ輸送された。ところが現地に到着してから、車両が大きすぎて中庭に通じる門を通れないことが判明した。軍とワゴン・リ社の技術者が協力して、車両を少し傾けることで搬入することができた。以後、2419号車は軍事博物館の中庭で、ドイツから接収した大砲などとともに展示された。
しかし屋外で展示され続けたため、数年のうちに2419号車の木製の車体は劣化し、痛みが目立つようになっていた。こうした状況はフランス内外の報道で批判されたものの、屋内に収納することは不可能であり、また客車の上に屋根を設けることも、アンヴァリッドの建物の美観を損ねるとして認められなかった。このためコンピエーニュの森に新たに博物館を建設し、2419号車をそこに移すことが提案され、地元住民により約5万フランの寄付金が集まったが、博物館新設に必要な費用には届かなかった。1927年、この計画を耳にしたアメリカ人富豪アーサー・ヘンリー・フレミング (Arthur Henty Fleming) がコンピエーニュの市役所を訪ね、必要な費用が約15万フランであると聞くと、即座にその全額を寄付することを申し出た。同年4月8日、2419号車はアンヴァリッドから運びだされ、ワゴン・リ社サン＝ドニ工場での修復の後、10月20日にコンピエーニュの森の博物館に移された。11月11日、フォッシュやウェイガンら休戦協定の関係者を招いて博物館の開館式が行われた。

## 1940年の休戦協定

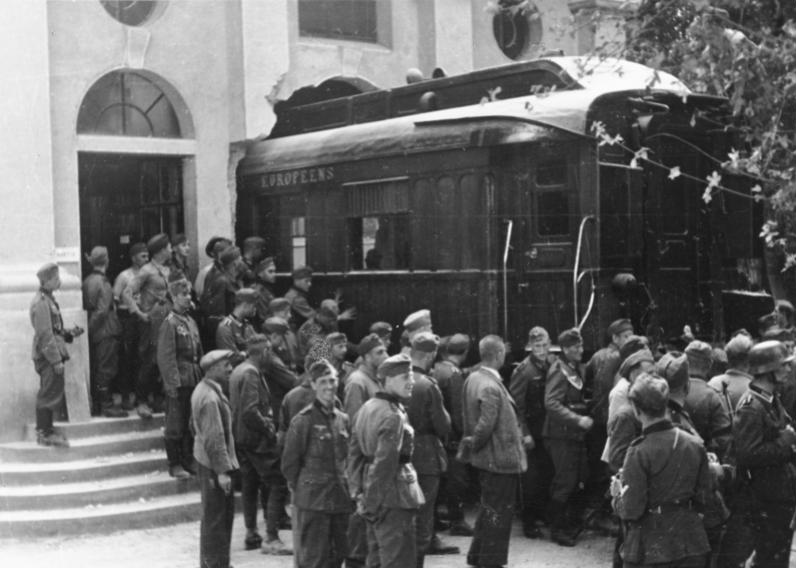
博物館から引き出される客車

1940年6月20日、ドイツ軍がコンピエーニュの森に現れた。21日には博物館の壁を壊して、2419号車を1918年の休戦協定が調印されたのと全く同じ場所へと引き出した。6月22日午後3時、アドルフ・ヒトラーやヴィルヘルム・カイテルらナチス・ドイツの幹部が到着し2419号車に乗車した。3時35分にはシャルル・アンツィジェらフランス代表団も到着した。ヒトラーが休戦の条件を一方的に読み上げて退出した後、休戦協定の調印が行われた。
客車を博物館から搬出しトレーラトラクタで輸送する様子は映画として記録されている。このフィルムは日本映画社がニュース映画として編集し『勝利の歴史』の邦題をつけて日本でも公開された。

## ドイツへ

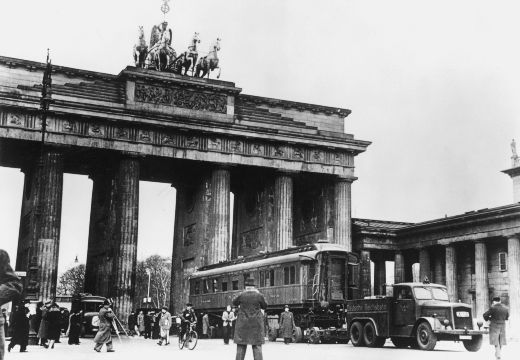
トレーラーに牽引されてブランデンブルク門前に現れた客車

1940年6月23日、ヒトラーは「ドイツの歴史的車両」である2419号車をベルリンへ送ることと、コンピエーニュの森の線路を破壊することを命じた。2419号車は翌24日にコンピエーニュの森を離れた。ベルリン到着後、車両はブランデンブルク門前やルストガルテンでヴェルサイユ条約の原本とともに展示された。その後2419号車は車庫で保管された。
連合国側では、1944年の連合国軍によるベルリン・アンハルター駅に対する空爆で2419号車は破壊されたものと考えられていた。しかし実際には2419号車はテューリンゲン州のオーアドルフ強制労働収容所に疎開させられていた。1945年4月、アメリカ軍の戦車がオーアドルフに突入してきたのと同時に、2419号車はかねてからのヒトラーの命令通り親衛隊の手で放火され破壊された。なお破壊は意図的なものではなく、解放されたポーランド人収容者による失火であるという説もある。
1992年になって、オーアドゥルフで2419号車が破壊されたことを示す証拠が発見され、客車の残骸の一部がコンピエーニュの森の休戦博物館で展示されている。

## レプリカ

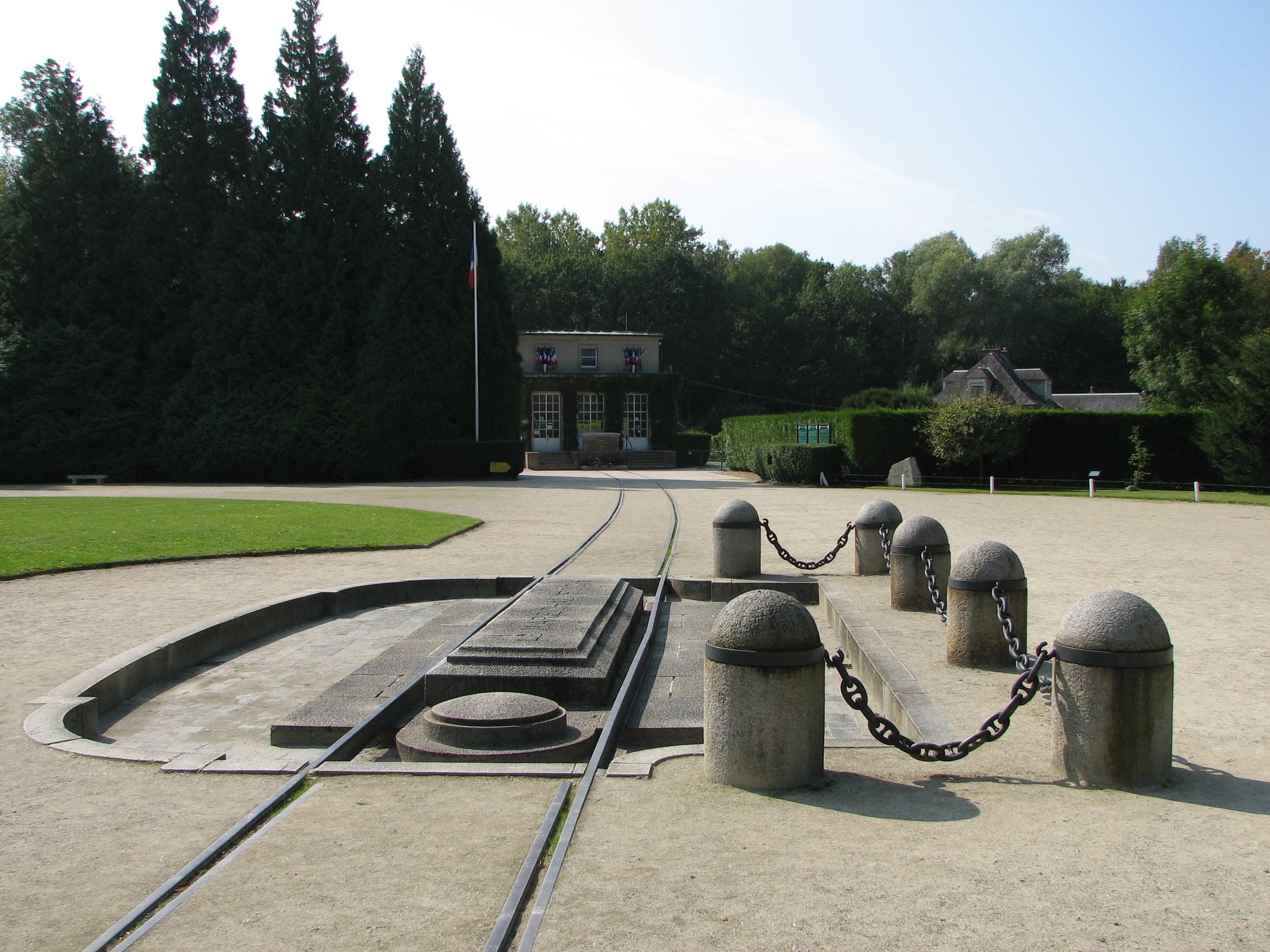
調印時に客車の置かれていた場所と、レプリカの展示されている博物館

1950年、ワゴン・リ社の2439号食堂車を改造して、失われた2419号車のレプリカが制作された。2439号車は厳密には2419号車と同型ではないが、1914年にサン＝ドニ工場で2403号車から2424号車のシリーズに続けて製造された車両であり、構造はよく似ていた。1918年の休戦協定当時の姿が再現され、車両番号標も2419に付け替えられた。9月にコンピエーニュの森の博物館に搬入され、11月11日に(再)開館式が行われた。
以後、2419号車のレプリカはコンピエーニュの森の博物館で展示され続けている。

## 同型車
2419号車と同時に製造された21両の食堂車は、いずれも戦争のため当初の予定とは異なる形で使われることになった。
2403号車は傷病兵輸送用の救護列車に連結された。2418号車は2419号車より前の1914年からフォッシュの司令部で用いられていた。また2422号車はフィリップ・ペタンが専用車として使った。2424号車には、第一次世界大戦後にフランスを訪問したアメリカ合衆国のウッドロウ・ウィルソン大統領や日本の皇太子裕仁親王（後の昭和天皇）が乗車した。
21両のうち最後までフランス国内で用いられたのは4両のみであり、8両は中国へ、4両はトルコへ、その他ギリシャ、ルーマニア、フィンランドなどへ送られて用いられた。なお2407号車は1944年にベオグラードで爆撃のため破壊された。